# Michael Ballhaus
Michael Ballhaus (5 de agosto de 1935, Berlín, Alemania - 12 de abril de 2017, ibíd.) fue un camarógrafo alemán considerado como uno de los más importantes del cine de su país y del resto del mundo. Ballhaus trabajó para la televisión alemana en los años sesenta y a finales de esa década se convirtió en el camarógrafo habitual de Rainer Werner Fassbinder, con quien rodó 15 películas. En 1982 se trasladó a los Estados Unidos, y más tarde a Hollywood, donde se convirtió en uno de los camarógrafos más solicitados por su forma de trabajar eficiente, creativa y, al mismo tiempo, sensible. Colaboró con muchos directores importantes como Martin Scorsese, Francis Ford Coppola, Robert Redford y Wolfgang Petersen. En 2007 anunció su retiro de Hollywood y desde entonces se ha dedicado a diversos proyectos como la promoción y formación de jóvenes talentos.

## Primeros años
Sus padres fueron los actores de teatro Oskar Ballhaus y Lena Hutter. De niño vivió en Berlín, a partir de 1943 en Coburgo, donde sus padres fundaron el Círculo Cultural de Coburgo. Pasó su juventud en la ciudad de Wetzhausen, en la Baja Franconia, donde sus padres habían encontrado su primer hogar permanente para su teatro privado en 1948. Sus primeras fotografías fueron de escenografías y escenas de espectáculos teatrales destinados a la prensa.
En 1955 Ballhaus pudo observar desde cerca el rodaje de la película Lola Montes. El director de esta película fue el amigo de la familia Max Ophüls, mientras que la cámara estaba a cargo del francés Christian Matras. Esta experiencia le llevó a tomar la decisión de convertirse él mismo en camarógrafo. Después de dos años de formación como fotógrafo en Würzburgo, Ballhaus comenzó a trabajar como asistente de cámara en Südwestfunk (SWF) en Baden-Baden en 1959. Su primer trabajo para el SWF fue la película de televisión O Wildnis (emitida el 12 de diciembre de 1959); en los siguientes años Ballhaus fue ascendido a camarógrafo jefe. Su primera película fue realizada para el director Peter Lilienthal (Abschied, 1965). Fue jefe de cámara en SWF hasta 1967. Entre 1967 y 1970 enseñó por primera vez en la Academia de Cine y Televisión de Berlín hasta que conoció a Ulli Lommel en 1970 durante su segundo largometraje Deine Zärtlichkeiten, que a su vez lo reunió con Rainer Werner Fassbinder. La primera película de Fassbinder fue el melodrama sureño Whity, que llegó a los cines el 2 de junio de 1971. Con Fassbinder Ballhaus hizo 15 películas que le dieron a conocer más allá de Alemania en la escena cinematográfica y le abrieron las puertas también en Estados Unidos.

## Estados Unidos
A través de su trabajo en varias producciones independientes en los EE. UU., atrajo la atención de directores de renombre. En 1985 estuvo a cargo de la dirección fotográfica de la película de Martin Scorsese After Hours (titulada Después de hora en Hispanoamérica y Jo, ¡qué noche! en España). Su eficiente y al mismo tiempo creativa forma de trabajar lo convirtió en un codiciado camarógrafo. En total, Michael Ballhaus fotografió más de 80 largometrajes. Ha trabajado con Mike Nichols, Volker Schlöndorff, Wolfgang Petersen, Francis Ford Coppola, Jeanine Meerapfel y Peter Stein entre muchos otros. En 1988 recibió su primera nominación al Oscar por su trabajo en Broadcast News de James L. Brooks. Dos años más tarde fue nuevamente nominado por The Fabulous Baker Boys de Steve Kloves. En 2003 recibió una tercera nominación para Gangs of New York de Martin Scorsese. Michael Ballhaus fue el primer alemán en recibir el codiciado premio de la American Society of Cinematographers en 2007 por su trayectoria.

## Últimos años
En febrero de 2007 Michael Ballhaus anunció su retiro de Hollywood para dedicarse a la enseñanza. Ballhaus ya había transmitido sus experiencias a jóvenes camarógrafos como invitado habitual en la Berlinale y como conferenciante en el Berlinale Talent Campus y en la Academia Alemana de Cine y Televisión de Berlín. En el mismo año, también trabajó en el Proyecto Ballhaus, una iniciativa para la protección del clima que abogaba por el uso económico de la energía a partir de anuncios de cine y televisión.
Desde 2010 hasta su muerte fue jefe del departamento de cámara en la Universidad de Televisión y Cine de Múnich.
En 2014 se retiró de la industria cinematográfica. El 11 de marzo de 2014 Ballhaus hizo público que padecía de glaucoma desde 1996 y que se estaba quedando ciego progresivamente. El 17 de marzo de 2014 Michael Ballhaus publicó su autobiografía Bilder im Kopf - Die Geschichte meines Lebens (Fotos en mi cabeza - La historia de mi vida), de la que es coautor junto con Claudius Seidl.

## Familia
En 1958 Michael Ballhaus se casó con la actriz y vestuarista Helga Betten, sus dos hijos Sebastian y Florian Ballhaus también trabajan en la industria cinematográfica como asistente de producción y camarógrafo respectivamente. Michael Ballhaus ha trabajado con su hijo Florian en más de 20 películas.
Su esposa murió el 28 de septiembre de 2006 en Los Ángeles. Ballhaus trabajó activamente con ella durante décadas, ya que estuvo involucrada como escenógrafa en la época de las películas de Fassbinder. Según él, ella jugó un papel importante en su éxito profesional.
Cinco años después de la muerte de su esposa Helga, Michael Ballhaus se casó con la directora Sherry Hormann el 28 de octubre de 2011.
Según su editor, Michael Ballhaus murió en paz en su apartamento de Berlín el 12 de abril de 2017, tras una breve enfermedad. En su funeral colegas de cine y políticos le rindieron sus últimos respetos.

## Filmografía[9]
| Año  | Título                                 | Director                 | Observaciones |
| ---- | -------------------------------------- | ------------------------ | --- |
| 1971 | Whity                                  | Rainer Werner Fassbinder | |
| 1971 | Beware of a Holy Whore                 | Rainer Werner Fassbinder | |
| 1972 | Las amargas lágrimas de Petra von Kant | Rainer Werner Fassbinder | |
| 1973 | World on a Wire                        | Rainer Werner Fassbinder | |
| 1974 | Martha                                 | Rainer Werner Fassbinder | |
| 1975 | Fox and His Friends                    | Rainer Werner Fassbinder | |
| 1975 | Mother Küsters' Trip to Heaven         | Rainer Werner Fassbinder | |
| 1976 | Sommergäste [de]                       | Peter Stein              | |
| 1976 | Satan's Brew                           | Rainer Werner Fassbinder | |
| 1976 | Chinesische Roulette                   | Rainer Werner Fassbinder | |
| 1978 | Germany in Autumn                      | Rainer Werner Fassbinder | |
| 1978 | Despair                                | Rainer Werner Fassbinder | |
| 1979 | El matrimonio de Maria Braun           | Rainer Werner Fassbinder | |
| 1979 | The First Polka                        | Klaus Emmerich           | |
| 1981 | Lili Marleen                           | Rainer Werner Fassbinder | |
| 1982 | Dear Mr. Wonderful                     | Peter Lilienthal         | |
| 1983 | Sheer Madness                          | Margarethe von Trotta    | |
| 1983 | Baby It's You                          | John Sayles              | |
| 1984 | Reckless                               | James Foley              | |
| 1984 | Old Enough                             | Marisa Silver            | |
| 1984 | Heartbreakers                          | Bobby Roth               | |
| 1984 | Das Autogramm                          | Peter Lilienthal         | |
| 1985 | After Hours                            | Martin Scorsese          | Nominada – Independent Spirit Award for Best Cinematography |
| 1986 | Under the Cherry Moon                  | Prince                   | |
| 1986 | The Color of Money                     | Martin Scorsese          | |
| 1987 | The Glass Menagerie                    | Paul Newman              | |
| 1987 | Broadcast News                         | James L. Brooks          | Nominada – Academy Award for Best Cinematography |
| 1988 | The House on Carroll Street            | Peter Yates              | |
| 1988 | The Last Temptation of Christ          | Martin Scorsese          | |
| 1988 | Dirty Rotten Scoundrels                | Frank Oz                 | |
| 1988 | Working Girl                           | Mike Nichols             | |
| 1989 | The Fabulous Baker Boys                | Steve Kloves             | Boston Society of Film Critics Award for Best Cinematography Los Angeles Film Critics Association Award for Best Cinematography National Society of Film Critics Award for Best Cinematography Nominada – Academy Award for Best Cinematography |
| 1990 | Postcards from the Edge                | Mike Nichols             | |
| 1990 | Goodfellas                             | Martin Scorsese          | Los Angeles Film Critics Association Award for Best Cinematography Nominada – BAFTA Award for Best Cinematography |
| 1991 | Guilty by Suspicion                    | Irwin Winkler            | |
| 1991 | What About Bob?                        | Frank Oz                 | |
| 1992 | The Mambo Kings                        | Arne Glimcher            | |
| 1992 | Bram Stoker's Dracula                  | Francis Ford Coppola     | Chicago Film Critics Association Award for Best Cinematography |
| 1993 | The Age of Innocence                   | Martin Scorsese          | Nominada – BAFTA Award for Best Cinematography |
| 1994 | I'll Do Anything                       | James L. Brooks          | |
| 1994 | Quiz Show                              | Robert Redford           | |
| 1995 | Outbreak                               | Wolfgang Petersen        | |
| 1996 | Sleepers                               | Barry Levinson           | |
| 1997 | Air Force One                          | Wolfgang Petersen        | |
| 1998 | Primary Colors                         | Mike Nichols             | |
| 1999 | Wild Wild West                         | Barry Sonnenfeld         | |
| 2000 | What Planet Are You From?              | Mike Nichols             | |
| 2000 | The Legend of Bagger Vance             | Robert Redford           | Nominada – Satellite Award for Best Cinematography |
| 2002 | Gangs of New York                      | Martin Scorsese          | Nominada– Academy Award for Best Cinematography Nominada– BAFTA Award for Best Cinematography Nominada– Chicago Film Critics Association Award for Best Cinematography Nominada– Satellite Award for Best Cinematography                        |
| 2002 | Starbuck Holger Meins                  | Gerd Conradt             | |
| 2003 | Uptown Girls                           | Boaz Yakin               | |
| 2003 | Something's Gotta Give                 | Nancy Meyers             | |
| 2006 | The Departed                           | Martin Scorsese          | Nominateda – Chicago Film Critics Association Award for Best Cinematography |
| 2013 | 3096                                   | Sherry Hormann           | |

## Premios y distinciones
Premios Óscar
| Año  | Categoría        | Película                 | Resultado |
| ---- | ---------------- | ------------------------ | --------- |
| 1988 | Mejor fotografía | Al filo de la noticia    | Nominado  |
| 1990 | Mejor fotografía | Los fabulosos Baker Boys | Nominado  |
| 2003 | Mejor fotografía | Gangs of New York        | Nominado  |